# Michel-Jean Amelot de Gournay
Michel-Jean Amelot de Gournay (1655 – Parigi, 1724) è stato un diplomatico francese, dal 1693 marchese di Gournay.
Ambasciatore, prima in Portogallo (dal 1685 al 1688) e poi in Svizzera (dal 1689 al 1698), concluse con la confederazione elvetica un trattato di neutralità siglato il 7 maggio 1689.
Nominato nel 1695 Consigliere di Stato di Luigi XIV di Francia, nel 1699 divenne presidente del Consiglio del commercio, divenendo il principale fautore del protezionismo.
Ricevette successivamente altri incarichi diplomatici, quale una missione di quattro anni dal 1705 al 1709 in Spagna durante la Guerra di successione, ed un'altra a Roma presso la Santa Sede nel 1715 per tentare di convincere papa Clemente XI a convocare un concilio per discutere in merito alla bolla Unigenitus Dei Filius, in cui si condannava aspramente la dottrina giansenista, che aveva suscitato consistenti dissensi nella Chiesa francese fino al rischio di uno scisma.